# 本田拓也
本田拓也（1985年4月17日—），出生于日本神奈川县津久井町（现相模原市），足球运动员，现效力于日本职业足球联赛球队清水心跳。

## 俱乐部生涯
2008年，本田拓也在清水心跳开始职业足球生涯。
2011年，本田拓也以高达8000万日元的转会费从清水心跳加盟鹿岛鹿角。

## 国家队生涯
2008年本田拓也入选日本国奥队参加北京奥运会。
2011年1月,本田拓也入选日本国家足球队参加2011年亚洲杯足球赛的参赛名单並上阵2场比赛。在四強日韓戰加時末段117'後備入替抽筋的隊長長谷部誠，在兩份鐘內即犯規造成任意球，令韓國在加時最後半分鐘追平。惟日本在不擅長的互射點球戰擊敗韓國。